# Alive (블랙 아이드 피스의 노래)
《Alive》는 2009년 5월 23일에 발매된 블랙 아이드 피스의 노래이다. 인터스코프 레코드에 의해 발매되었다.

## 곡 목록
| #  | 제목                      | 재생 시간 |
| -- | ------------------------- | --------- |
| 1. | 〈Alive〉 (Album Version) | 5:04      |